# 华中科技大学
华中科技大学（英語：Huazhong University of Science & Technology），简称华中大、华科大，坐落于中华人民共和国湖北省武汉市喻家山麓，东湖之畔，为中华人民共和国教育部直属的综合性重点大学，其历史追溯于1952年中国大陆院系调整中在武汉设立的原华中工学院、1907年德国医师埃里希·宝隆博士创立的上海德文医学堂（今上海同济大学前身）、1950年代在江西庐山设立的原中南建筑工程学校，三校于2000年5月26日合并成立华中科技大学。
华中科技大学是中华人民共和国的頂尖高校之一，現時屬於「美國新聞與世界報道世界百強大學」及「軟科世界百強大學」，被列入高端人才通行证计划首批内地九所高校之一 (H9)，是“双一流A类”和原“985工程”、原“211工程”重点建设大学，是涵盖理、工、医、文、法、经、管等多学科的综合性大学。2003年，中央政治局常委、时任全国人大常委会委员长吴邦国在有关材料上批示：华中科大是新中国凭借自己力量建起来的重点大学，是中国高等教育发展的缩影。

## 历史沿革

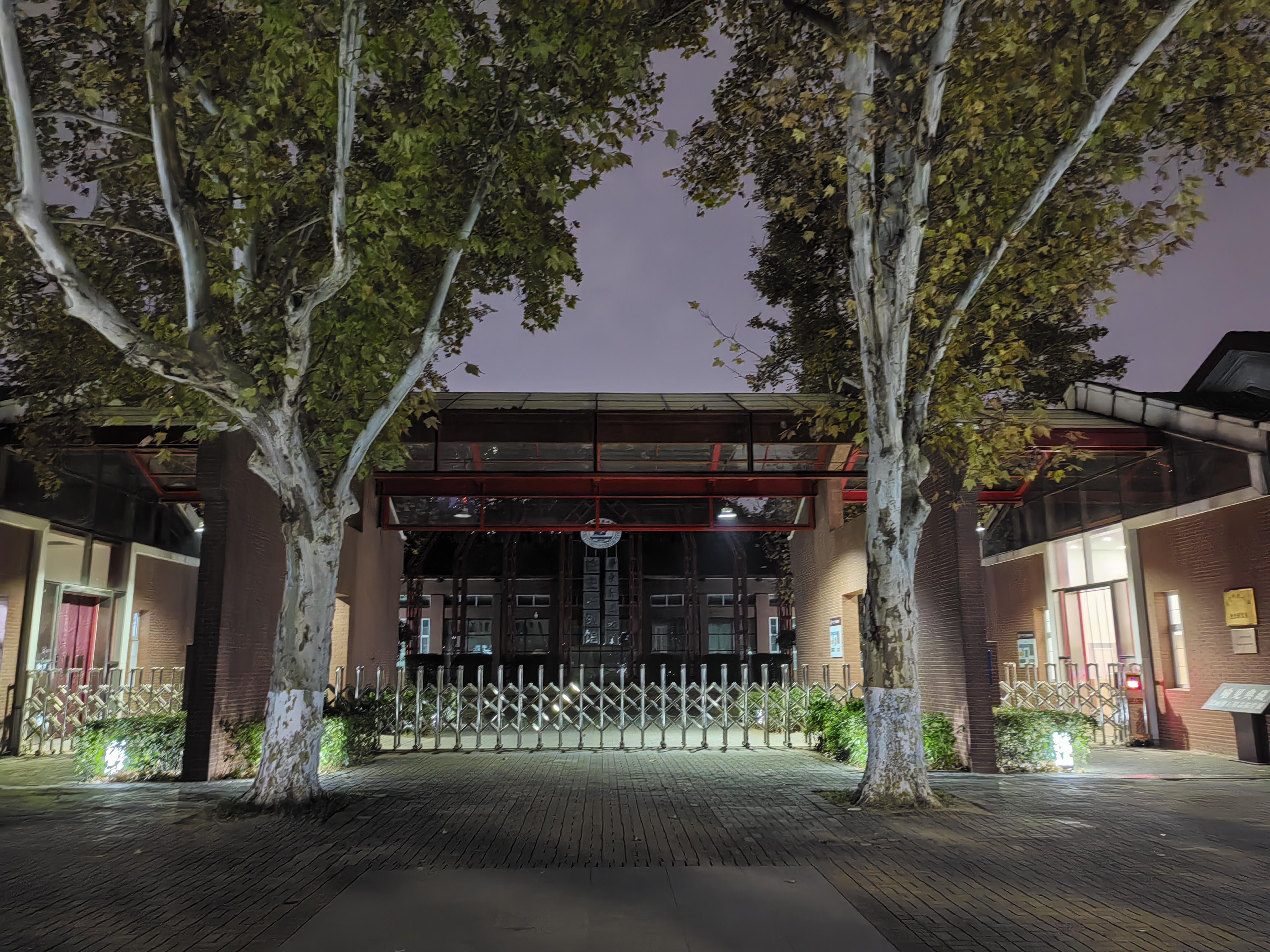
华中科技大学校史館為展示該校校史的場所

### 华中理工大学

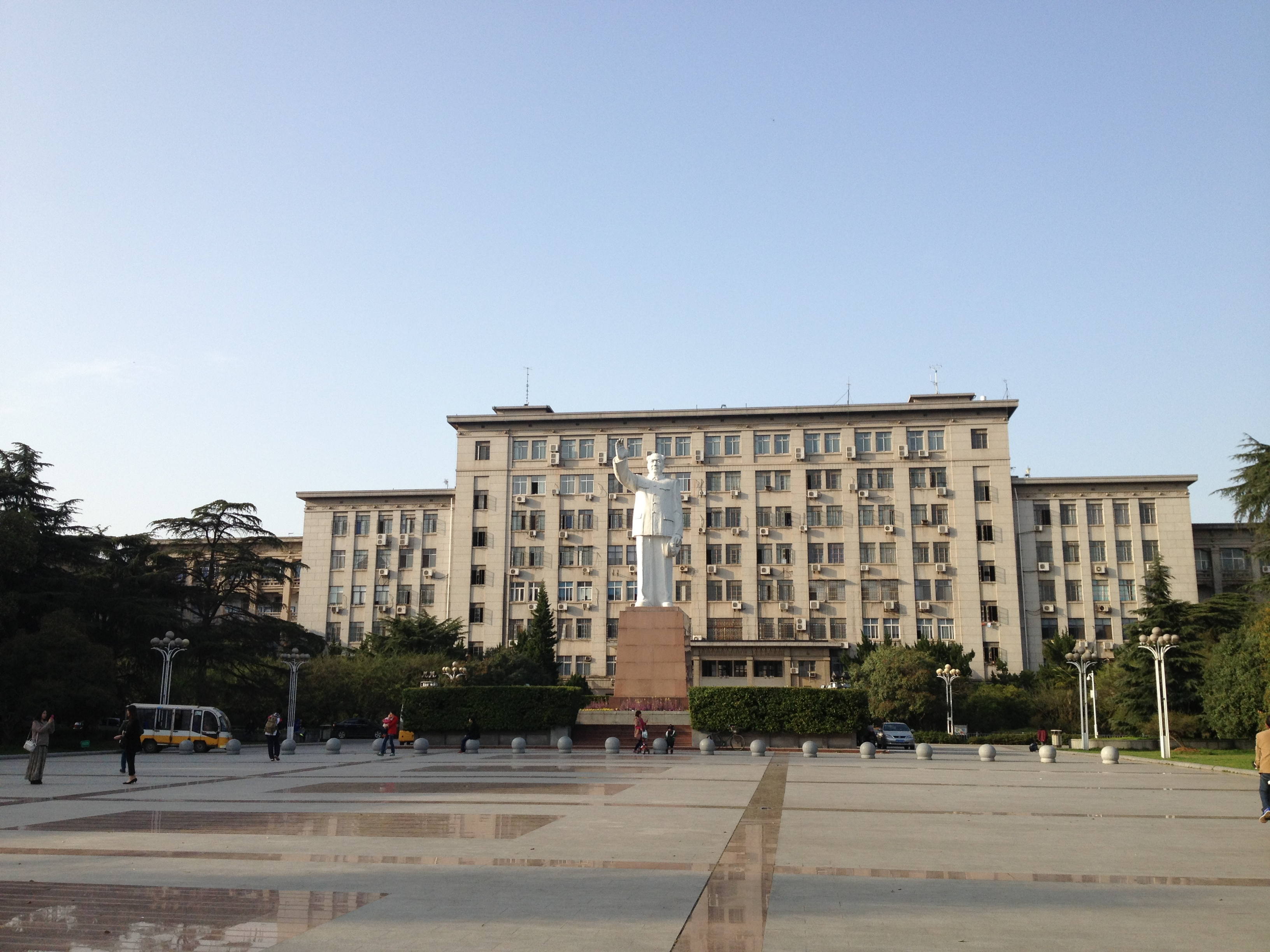
南一楼

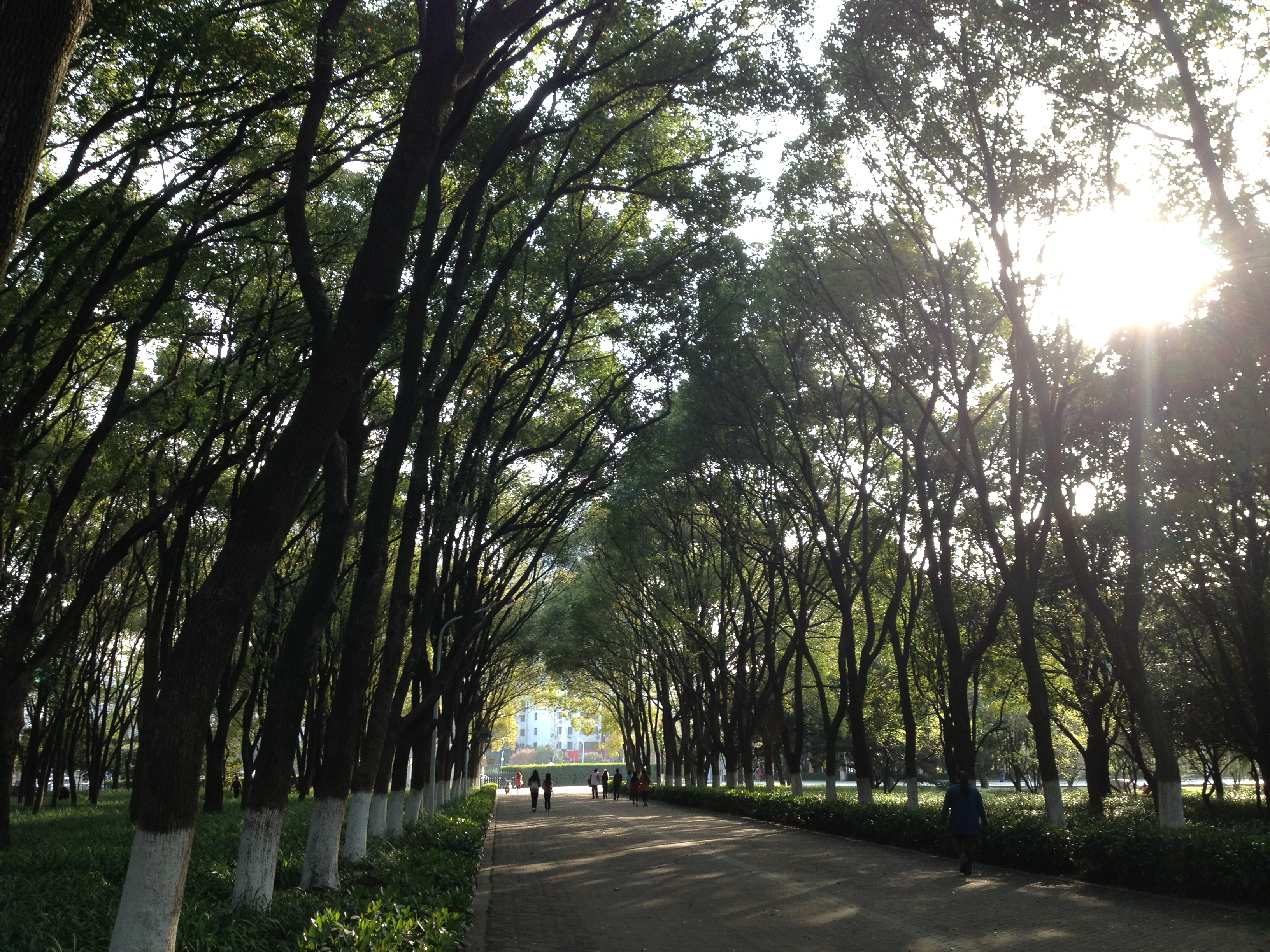
校内路

- 1952年11月，中南行政委员会所属文化教育委员会召开高等教育计划会议，决定在武汉新建三所工科院校---华中机械学院，中南动力学院和中南水利学院。1953年1月，由中南行政委员会教育部发文，正式成立三院联合建校规划委员会，武汉大学校务委员会副主任委员查谦教授任主任委员。原拟任命为中南动力学院院长的湖南大学副校长易鼎新突然逝世，一时又无适当人选担任院长职务，最后中南教育部遂决定将华中机械学院与中南动力学院合并，机电互补，命名为华中工学院。
- 1953年10月15日，由老武汉大学、湖南大学、广西大学和南昌大学的机械系全部和电机系的电力部分、华南工学院(1952年由中山大学分出)机械系的动力部分、电力部分合并组成华中工学院，共设机械制造、内燃机与汽车、电力、动力4个系8个本科专业，教师314人，当年招收新生1214人，使得在校学生达到2639人，武汉大学校务委员会副主任物理学家查谦任院长，彭天琦任党委书记。设有武昌本部、长沙分部、南昌分部和桂林分部。同日在武昌本部举行了华中工学院成立大会。10月24日，长沙分部举行开学典礼。
- 1954年，分部开始搬迁到武昌总部的工作，8月中旬搬迁完毕。
- 1955年6月，国务院的正式任命查谦为华中工学院院长，彭天琦、刘干才、朱九思为副院长。同年本科学制改为5年制。
- 1958年-1960年，学校新建16个专业。
- 1960年，被确定为全国重点高校。
- 1961年，学校开始招收研究生和外国留学生。
- 60年代初，全校教师已有1/3左右具有科研工作能力，全校80％以上教研室进行过科研，副教授以上的教师，大多承担了科研任务，取得了一批有影响的研究成果。
- 1966年，拥有6个系，20个本科专业，教师1097人，职工1664人，在校学生6087人，年度科研经费90万元。
- 1966年-1970年间，该校仍有两个重要研究课题组没有下马，人员没有下乡搞“斗批改”，并取得了重要研究成果。
- 1971年，第一机械工业部所属武汉机械学院并入该校。
- 1975年，增加到36个专业，教师1655人，职工2500人，在校学生3600余人，当年科研经费205.94万元。
- 1971年-1976年底，该校进行研究的项目达到393项，其中完成并用于生产的146项，取得阶段性成果的105项，有25项填补了国家的空白。
- 1966年-1976年，“十年文革”期间，华中工学院相对较好的保护了一批理工类专家学者，为日后的发展打下基础。
- 1977年，恢复高考以后开始招收4年制本科生。
- 1978年，在全国科学大会上，学校获得科学研究先进单位称号，并有30个项目获奖，
- 1979年8月10日，朱九思被任命为华中工学院党委书记和院长。
- 1980年，华中工学院创办中国语言研究所，建立英语系。
- 1981年，在国务院批准的第一批硕士、博士授予点中，华中工学院有27个专业有权授予硕士学位，9个专业有权授予博士学位，有12位教授担任博士导师。
- 1983年，设立技术经济专业，成立经济系。新增10个硕士专业点、4个博士专业点、4名博士导师。
- 1984年7月13日，成立研究生院。12月26日，李德焕任学校党委书记，黄树槐任院长，朱九思任名誉院长。
- 1985年，该校共拥有24个系48个本科专业，有21个学科和专业拥有博士授予权，33位博士生导师，52个学科、专业有权授予硕士学位。科研机构设有建筑设计研究院，19个研究所，4个研究中心，9个研究室。
- 1981年-1985年底，学校共完成科研课题294项，有100多个项目获奖。其中：国家自然科学奖8项，国家发明奖10项，国家“六五”攻关奖5项，国家科技进步奖5项，国防科技成果奖12项，国家部委级科技成果奖50项。
- 1988年1月，改名为华中理工大学
- 1995年秋季开始，全面实行学分制。
- 2000年5月，华中理工大学中文名称改为华中科技大学，英文名称不变。
- [6][7][8]

### 同济医科大学
- 1907年10月1日，德文医学堂在上海成立。
- 1908年，改名为同济德文医学堂。
- 1912年，增设工科，更名为同济医工学堂。
- 1917年3月17日，上海法租界当局宣布解散学校，并限令师生当日离校。4月23日，教育部下令学堂改属华人私立学校，由华人董事会办学，直属教育部领导。12月，更名为私立同济医工专门学校。
- 1922年，学校迁往吴淞镇。
- 1924年5月20日，更名为同济医工大学。
- 1927年8月，南京国民政府教育部接管同济医工大学，并更名为国立同济大学，原医、工 两科分别更名为医学院、工学院。
- 1937年－1940年间，由于战争爆发，师生撤离吴淞，于1940年10月到达四川省宜宾县和南溪县。
- 1946年7月，同济大学医学院迁回上海。
- 1950年2月，同济大学医学院及其附属同济医院内迁武汉，和武汉大学医学院合并，合并后新成立的学校命名为中南同济医学院。
- 1955年6月，汉口协和医院划归中南同济医学院作为附属医院。8月，中南同济医学院更名为武汉医学院，唐哲任院长。山东医学院卫生系学生及部分教师调整来汉与学院公共卫生学馆师生合并，建立了卫生系。
- 1985年7月，改名为同济医科大学。在学生中试行学分制和学年制相结合的新制度。
- 2000年6月，合并进入华中科技大学后改名为华中科技大学同济医学院。
- 2006年9月25日，华中科技大学校方发布《关于同济医学院机关和部分单位归口合并到学校相应职能部门和单位及有关干部职务任免的通知》、《关于设立华中科技大学医科管理委员会及其干部任职的通知》等文件后，华中科技大学正式成立华中科技大学医科管理委员会，华中科技大学校长兼任委员会主任。同济医学院从此虚体化，华中科技大学校方整合同济医学院告一段落。[9]
- [6]

### 武汉城市建设学院

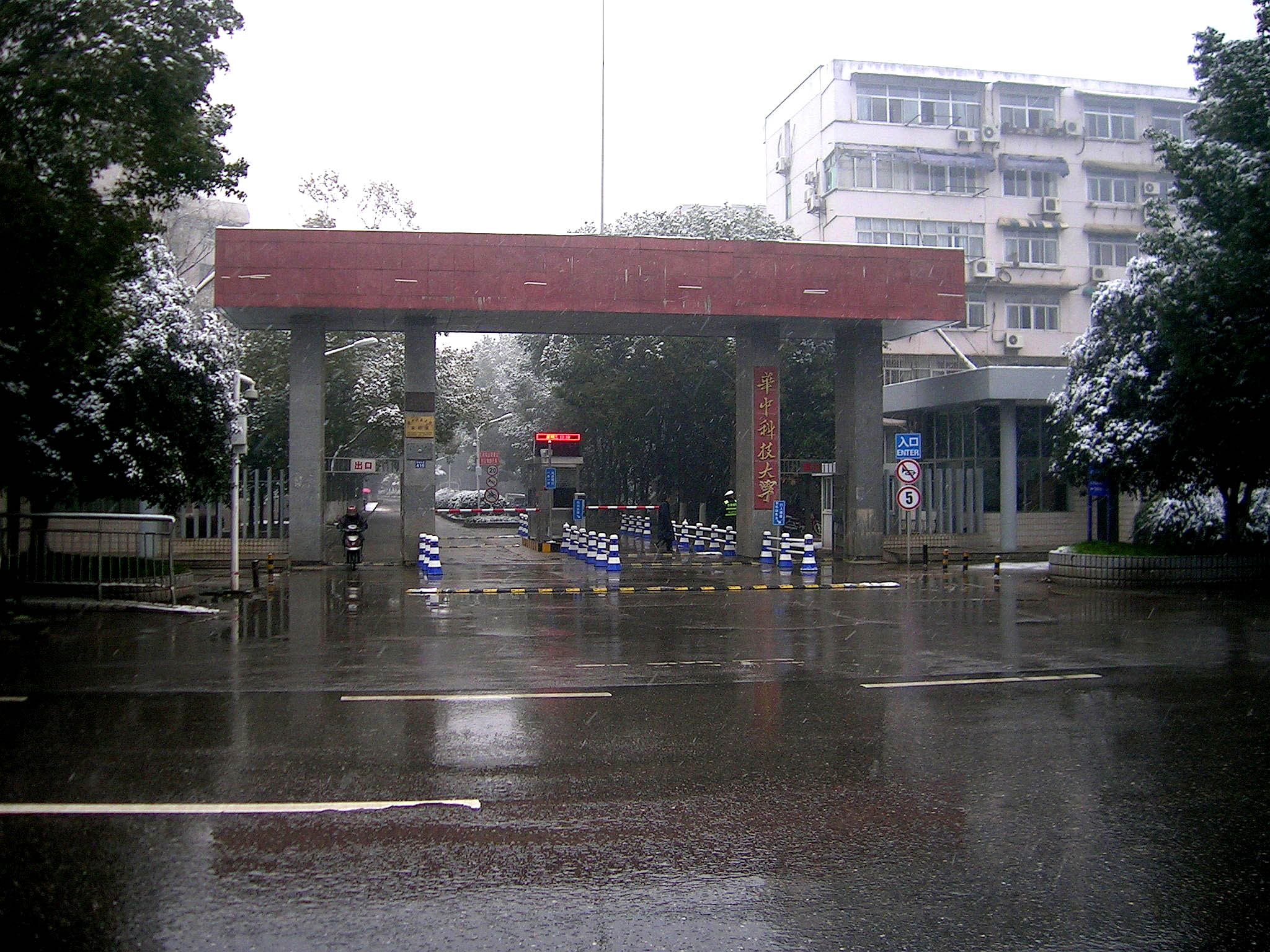
武汉城建学院校门（今华中大东区大门）

1952年12月3日，由中南地区的郑州高等工程学校、武昌高等工程学校、 浜土木技校、长沙楚怡高等工程学校、长沙市政工程学校、湘乡高等工程学校等六所学校土木工程专业组成的中南建筑工程学校在江西庐山成立。
- 1953年学校迁入武昌，校址设在武昌马鞍山，校名改为武昌建筑工程学校。同年，广州珠江水利学校土木本科师生并入该校。
- 1958年5月，学校升格为大专，定名为武汉建筑工程专科学校，同年年底更名为武汉建筑工业学院。
- 1960年，易名为武汉城市建设学院。
- 1961年，中南给排水设计院专科学校给排水专业师生并入该院。
- 1964年10月，定名为武汉建筑工程学校。
- 1971年10月，与原北京建筑工业学院合并为湖北建筑工业学院。之后又改名为武汉建筑材料工业学院。
- 1981年7月，经国务院批准恢复重建武汉城市建设学院，隶属建设部领导
- 1983年8月，新校址在武汉东湖之滨、马鞍山麓动工。
- 1999年，在校本专科学生近5000人，硕士研究生70人，成人教育学生3200余人。教职员工1000余人。
- 2000年5月26日，华中理工大学、同济医科大学、武汉城市建设学院合并，学校中文名称更改为华中科技大学。
- [6]

### 科技部干部管理学院
武汉科技职工大学是曾经存在于湖北省武汉市的市属高校，又名 科学技术部管理学院，前身是1979年成立的湖北省计算中心，2000年并入华中理工大学，后华工与同济医科大学、武汉城市建设学院等合并组建新的华中科技大学。

### 华中科技大学
- 2000年2月28日，科技部干部管理学院并入华中理工大学；5月26日，华中理工大学、同济医科大学、武汉城市建设学院合并，学校中文名称更改为华中科技大学，英文名称不变。原华中理工大学为华中科技大学主校区，原同济医科大学为华中科技大学同济医学院，原武汉城市建设学院为华中科技大学东校区，原科技部干部管理学院为东湖校区[10]。
- 2003年10月6日，华中科技大学隆重举行建校五十周年纪念大典，并同时庆祝原同济医科大学建校96周年，原武汉城市学院建院51周年。
- 2011年10月10日，武汉大学与华中科技大学签订战略合作框架协议，互派交换学生和互相承认学分学历等。[11][12]
- 2012年6月，原电子科学与技术系同原光电子科学与工程学院合并，组建光学与电子信息学院。[13]
- 2012年10月6日，华中科技大学隆重举行建校六十周年（从华工筹委会开始计算）纪念大典[14]。
- 2013年，原控制科学与工程系和原图像识别与人工智能研究所合并，组建自动化学院。[15]
- 2014年10月27日，原电子与信息工程系更名为电子信息与通信学院。[16]
- 2016年華中科技大學機械教授張海鷗，研發出的「智慧微鑄鍛銑複合製造技術」與法國空中巴士公司舉行技術合作簽約儀式，2002年起張海鷗開始主攻金屬3D列印，終將金屬鑄造、鍛壓技術合二為一成功製造出世界首批3D列印鍛件，別於「鑄鍛銑分離」傳統製造方式。華中科技大學現有設備，已列印出飛機用鈦合金、海洋深潛器、核電用鋼等8種金屬材料，[17]是當今世界上唯一可列印出大型高可靠性能金屬鍛件的增材製造技術裝備。
- 2017年12月25日，师生服务中心正式启用，设有服务窗口27个，可办理服务事项280余项（其中线上事项96项，线下事项96项，线上线下结合45项，自助设备服务事项近50项）。
- 2018年8月，《自然》刊发了物理学院罗俊院士团队测量万有引力常数G的最新结果。科研人员采用两种不同方法，即用扭秤周期法和扭秤角加速度反馈法测G，精度均达到国际最好水平，吻合程度接近10−5的水平。在此过程中，他们自主研发出一批高精端仪器设备，很多已在地球重力场的测量、地质勘探等方面发挥重要作用[18][19]。这一成果入选了“2018年度中国科学十大进展”[20]。
- 2019年1月26日，以原自动化学院为主体建立人工智能与自动化学院、人工智能研究院[21]。
- 2019年3月21日，梧桐语问学中心正式启用。“梧桐语”按照修旧如故原则，由一批20世纪60年代苏式红楼改造而来，配备九思书屋、会饮咖啡厅、东华园文化餐吧、梧桐语教师餐厅、健身中心、小型影院等场所。

## 校园交通
武汉轨道交通2号线多个站点均可抵达学校，包括青年路站（同济校区）、珞雄路站（主校区南三门）、华中科技大学站（主校区南大门、南四门）、光谷大道站（东九教学楼）、佳园路站（主校区东小门）。
武汉光谷现代有轨电车T1线的华中大站、步行街省中医院站分别可前往主校区南大门和主校区南三门。
学校公交附近有多个公交车站，主要分布在鲁磨路、珞喻（东）路、喻家湖路上。
校园内部校车有韵苑-紫菘、韵苑-南大门、喻园-南大门三条路线。

## 校园环境
学校校园占地7170亩，其中校园面积6597亩，附属协和、同济和梨园医院面积573亩，绿化覆盖率72%，被誉为“森林式大学”。
狭义的主校区指喻家湖路以西的部分，与喻家湖路以东的东校区相对应；官方所述主校区通常指洪山区校区，与同济校区相对应。通过购并周边土地和大规模的建设规整，学校主校区已经同东校区成功融为一体，但目前主校区东部仍存在土地产权问题。主校区整体为长条状，西至鲁磨路、中国地质大学（武汉），东至马鞍山森林公园，北为喻家山、喻家湖，南至珞喻路。此外，网络安全的大三、大四学生生活在位于东西湖区的国家网络安全人才与创新基地，与主校区相隔较远。

学校的标志建筑包括毛泽东像、南一楼、校史馆、建校纪念碑、光谷体育馆、裘法祖像等。

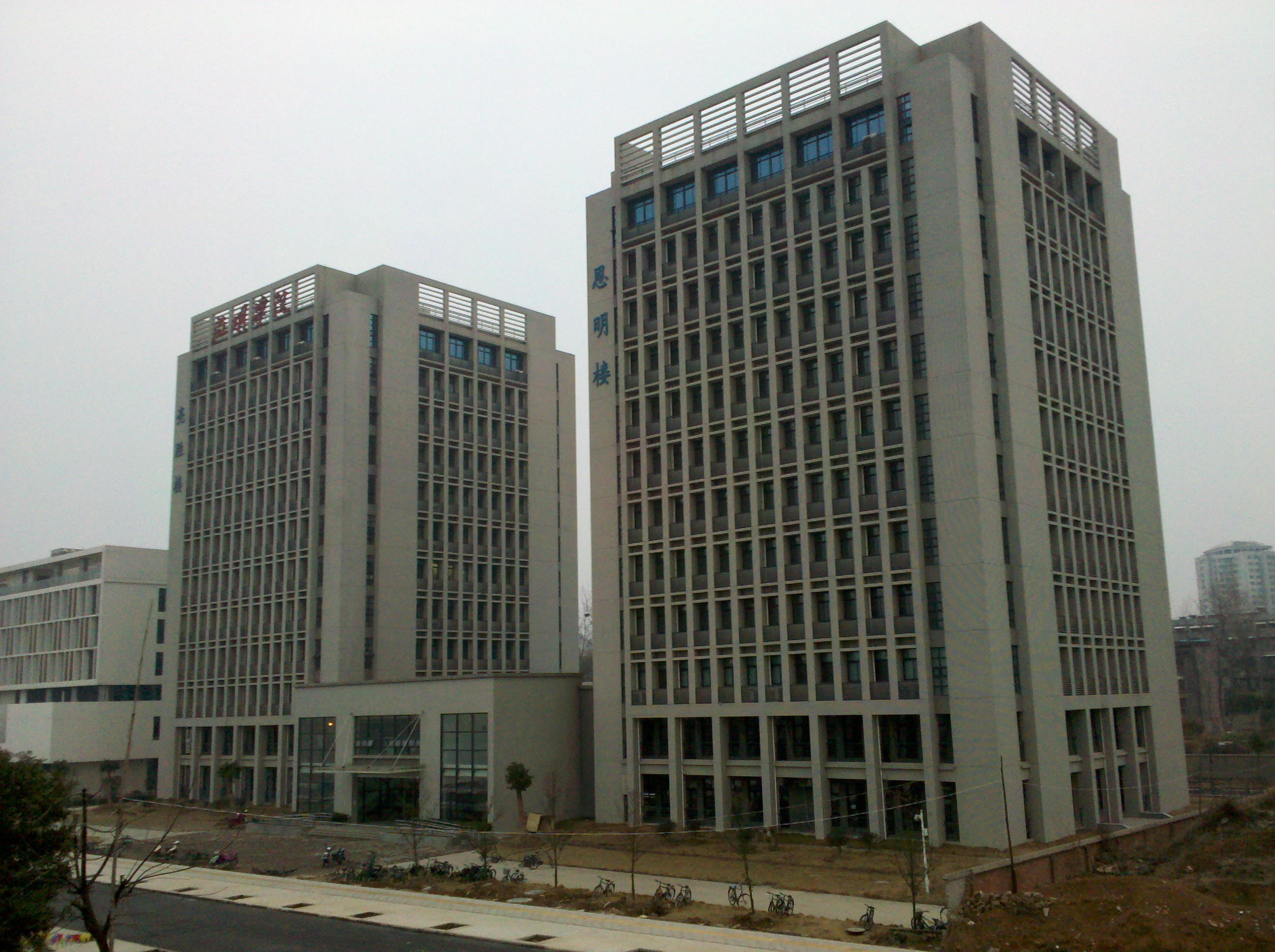
启明学院
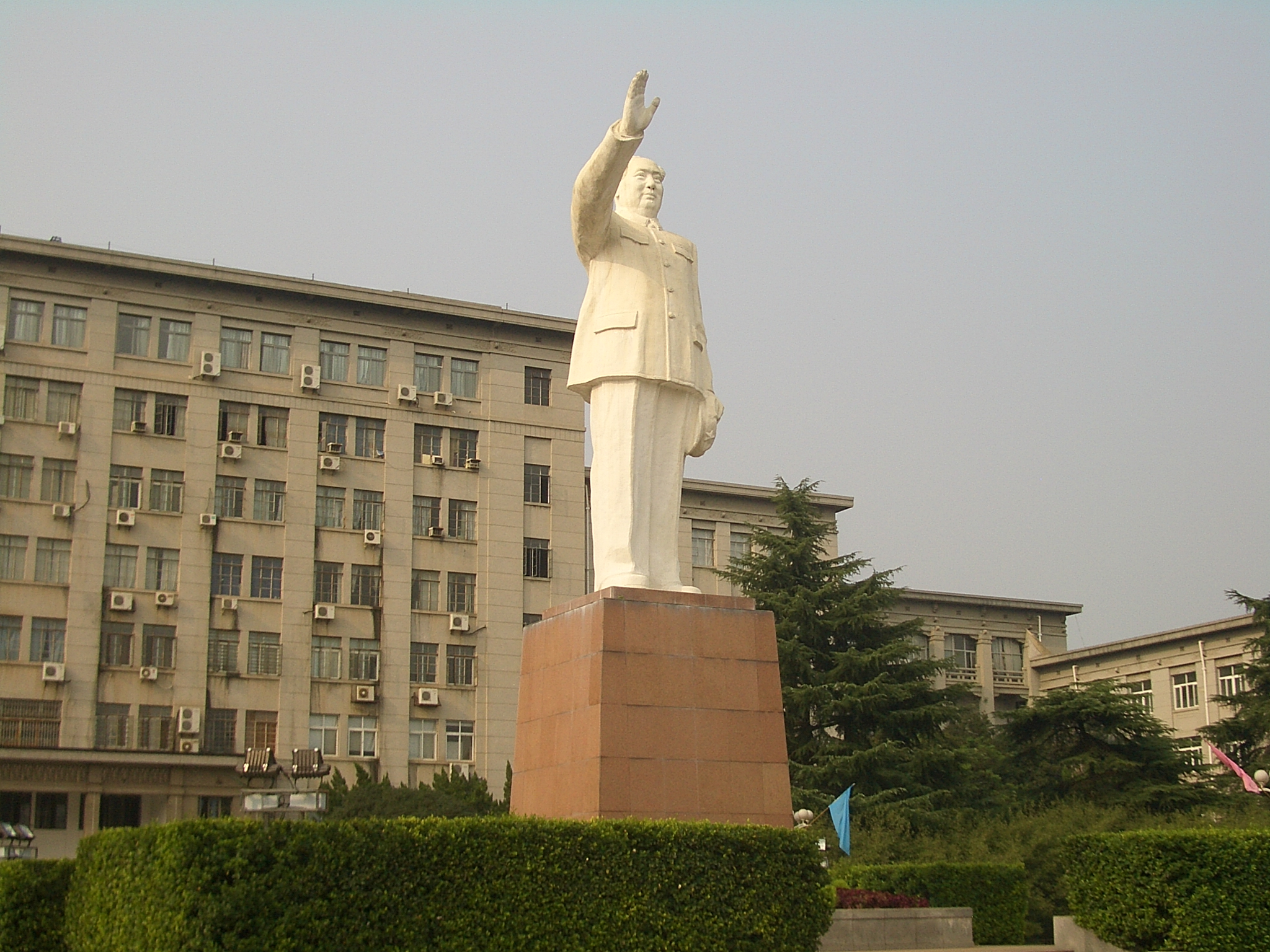
毛泽东像及南一楼
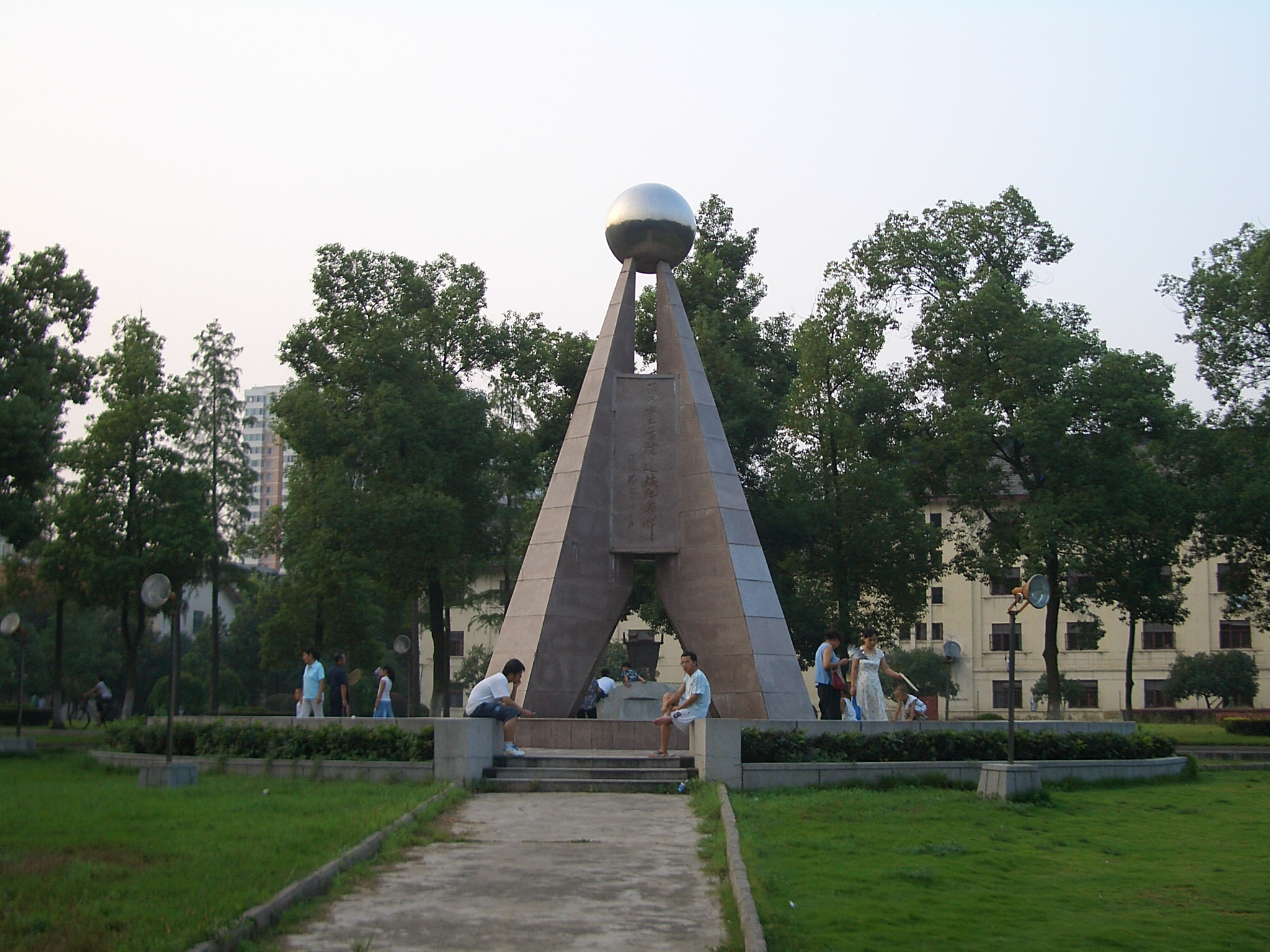
建校纪念碑
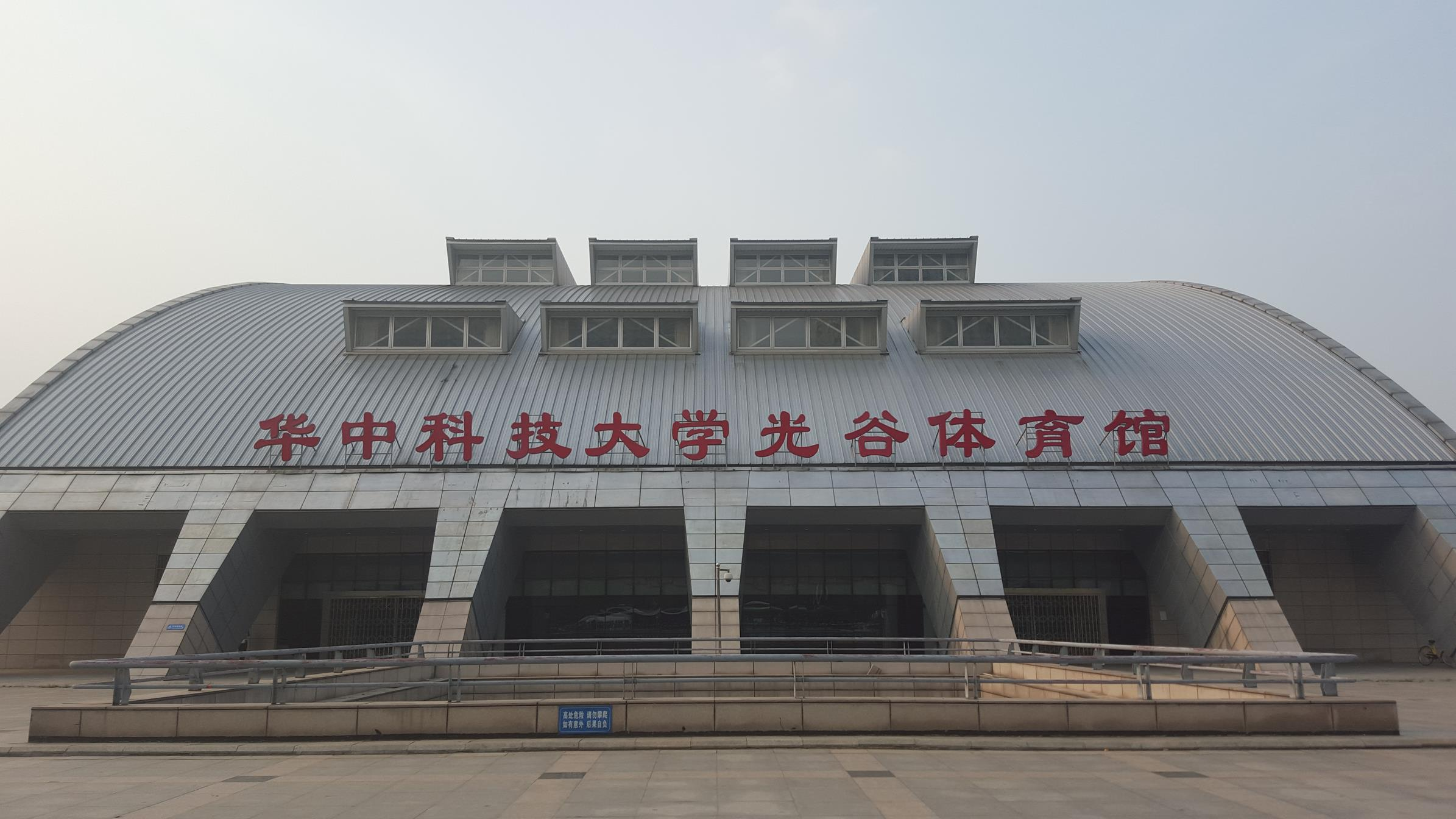
光谷体育馆
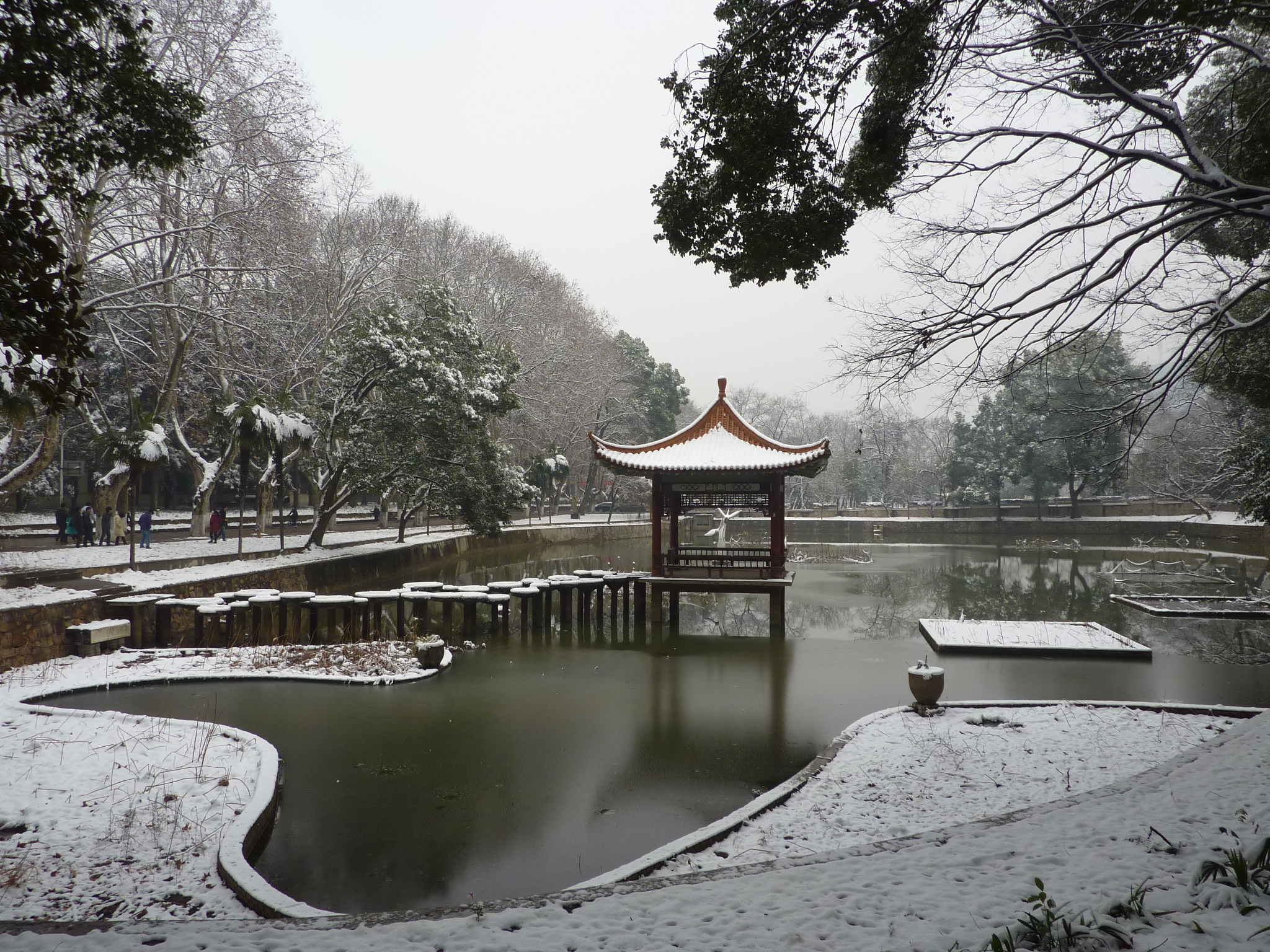
醉晚亭

### 学生公寓
学校洪山主校区现有紫菘、韵苑、沁苑等学生公寓群，共计76栋学生宿舍，可安排近5万名学生入住。本科生宿舍实现了空调、热水全覆盖，并有洗衣房、自动售货机等服务。除韵苑1-4栋外，其余宿舍为上床下桌的标准四人间。
网安基地位于武汉国家网络安全中心宿舍，为二人间。

### 教学楼
学校教学楼包括西十二楼、西五楼、东九楼、东十二楼等。其中西十二楼、东九楼为校内最大的两座教学楼，
西十二楼位于主校区南三门北侧，建成时为亚洲第一大教学楼。
东九楼又称逸夫教学楼，位于东校区。东九楼在建成时也是亚洲第一大教学楼，它由邵逸夫捐赠600万港币，学校配套1.22亿元人民币投资兴建，于2003年11月20日开工，2004年9月1日正式交付使用。东九楼由五层建筑构成，有教室180间，能容纳18400人同时上课。大楼由四栋楼体联合而成，分别为A、B、C、D栋，配备有常规教室、阶梯教室，均配有空调、多媒体设备。东九楼前有一湖泊名为“马张堰”，因在东九楼之故常被称作“东九湖”，但其产权并不属于华中科技大学。东九楼的南面是武汉光电国家研究中心，北面则为连接华中科技大学主校区和东校区的光谷高架桥下方通道，以及华中科技大学附属中学。

### 食堂
学校后勤集团饮食总公司共管辖有主校区33个食堂，华同公司管辖同济校区4个食堂。学校食堂按照需求分为大众餐厅、风味餐厅和清真餐厅，提供差异化的餐饮服务。
校园内还有其他不属于饮食总公司的校园餐厅，包括西华园文化餐吧、小吃城、东华园等。

## 师资力量
专任教师3700余人，其中教授1500余人，副教授1400余人；教师中有全职院士20人，“973计划”项目首席科学家、重大科学研究计划项目首席科学家、国家重点研发计划项目首席科学家302人，国家级教学名师13人，国家百千万人才工程入选者43人。国家自然科学基金创新研究群体11个，教育部创新团队19个。

## 学术实力
学校有哲学、经济学、法学、教育学、文学、理学、工学、医学、管理学、历史学等11大门类。设有本科专业117个，48个硕士学位授权一级学科，46个博士学位授权一级学科，硕士点256个，博士点181个，博士后科研流动站42个；29个国家级重点学科，其中一级重点学科7个，二级重点学科15个，重点（培育）学科7个；建有国家工程研究中心7个，国家重点实验室7个，省部级重点实验室37个。另外有一个国家研究中心（武汉光电国家研究中心），2项国家重大科技基础设施（脉冲强磁场实验装置，精密重力测量国家重大科技基础设施），国家数字化设计与制造创新中心，中欧清洁与可再生能源学院。
拥有中国教育和科研计算机网(CERNET)华中地区网络中心，国家高性能计算中心（武汉）、国家大学生文化素质教育基地、现代教育技术中心及大量装备先进的教学、科研用现代化实验室。拥有功能完备的现代化图书馆三座，馆藏量502万册。

### 国家级重点学科

#### 一级国家重点学科7个
机械工程、光学工程、材料科学与工程、动力工程及工程热物理、电气工程、控制科学与工程、生物医学工程。

#### 二级国家重点学科29个（非覆盖）
西方经济学、高等教育学、生物物理学、机械电子工程、机械制造及其自动化、机械设计及理论、材料加工工程、材料学、热能工程、工程热物理、电机与电器、电力系统及其自动化、电工理论与新技术、光学工程、微电子学与固体电子学、系统工程、模式识别与智能系统、计算机系统结构、水利水电工程、生物医学工程、病理学与病理生理学、内科学（心血管病）、内科学（呼吸系病）、外科学（普外）、妇产科学、内科学（血液病）、外科学（泌尿外）、麻醉学、劳动卫生与环境卫生学。华中科技大学目前7个一级学科覆盖的二级学科数为25个，在非一级学科重点学科中的二级学科重点学科（内科学、外科学按三级学科）还有15个。

#### 二级学科国家重点（培育）学科7个
通信与信息系统、内科学(传染病)、影像医学与核医学、儿少卫生与妇幼保健学、 中西医结合基础、 药理学、管理科学与工程

### 学科水平
教育部第四轮学科评估中，学校44个学科参评，全部上榜，其中机械工程、光学工程、生物医学工程、公共卫生与预防医学等4个学科进入A+，A类学科14个，B+及以上学科33个。9个学科入选国家第二轮“双一流”建设学科名单。
截至2024年7月，学校有20个学科进入ESI全球前1%，其中工程学、材料科学2个学科进入前万分之一 ，7个学科进入前千分之一。

## 科研机构

### 国家研究中心1个
- 武汉光电国家研究中心：

旨在通过建设多学科交叉融合的大型科研平台，推动中国光电子信息领域基础研究的原始性创新和产业发展。

### 国家重大科技基础设施2个
- 国家脉冲强磁场科学中心：

华中科技大国家脉冲强磁场科学中心是与美、法、德并列的世界四大脉冲强磁场科学中心之一。2013年8月，该中心成功实现了90.6特斯拉的峰值磁场，刷新中国脉冲磁场最高强度记录，成为世界上继美、德之后第三个突破90特斯拉大关的国家,使我国非破坏性磁场强度水平跃居世界第三、亚洲第一。
- 精密重力测量国家重大科技基础设施：

项目建设总体指标处于国际先进水平，在万有引力常数G值测量、空间静电加速计、冷原子绝对重力仪等方面处于国际领先水平。

### 国家制造业创新中心1个
- 国家数字化设计与制造创新中心

### 国家重点实验室7个（牵头）
- 煤燃烧与低碳利用全国重点实验室
- 材料成形与模具技术全国重点实验室
- 智能制造装备与技术全国重点实验室
- 强电磁技术全国重点实验室
- 人畜共患传染病重症诊治全国重点实验室
- 特种电能转换与装备全国重点实验室
- 多谱信息智能处理技术全国重点实验室

### 国家医学中心1个
- 国家重大公共卫生事件医学中心

### 国家临床医学研究中心1个
- 国家妇产疾病临床医学研究中心

### 国家集成电路产教融合创新平台1个
- 国家集成电路产教融合创新平台

### 国家技术创新中心2个
- 国家数字建造技术创新中心
- 国家智能设计与数控技术创新中心

### 国家工程（技术）研究中心7个
- 激光加工国家工程研究中心
- 国家数控系统工程技术研究中心
- 制造装备数字化国家工程研究中心
- 国家企业信息化（CAD）应用支撑软件工程技术研究中心（武汉）
- 国家安全防伪工程技术研究中心
- 国家纳米药物工程技术研究中心
- 北京生物芯片国家工程研究中心（组建方之一）

### 国家工程实验室1个
- 下一代互联网接入系统国家工程实验室

### 国家专业实验室2个
- 新型电机国家专业实验室
- 外存储系统国家专业实验室

### 国家能源中心2个
- 国家能源煤炭清洁低碳发电技术研发（实验）中心
- 国家能源生物燃气高效制备及综合利用技术研发 (实验) 中心

## 院系设置
- 机械科学与工程学院
- 计算机科学与技术学院
- 生命科学与技术学院
- 电气与电子工程学院
- 材料科学与工程学院
- 船舶与海洋工程学院
- 能源与动力工程学院
- 人工智能与自动化学院
- 光学与电子信息学院
- 水电与数字化工程学院
- 软件学院
- 环境科学与工程学院
- 电子信息与通信学院
- 电气电子工程及其自动化学院
- 建筑与城市规划学院
- 土木工程与力学学院
- 化学与化工学院
- 数学与统计学院
- 物理学院
- 公共管理学院
- 经济学院
- 管理学院
- 人文学院
- 新闻与信息传播学院
- 马克思主义学院
- 社会学院
- 法学院
- 外国语学院
- 基础医学院
- 药学院
- 医药卫生管理学院
- 公共卫生学院
- 法医学系
- 护理学院
- 计划生育研究所
- 第一临床学院
- 第二临床学院
- 第三临床学院
- 远程与继续教育学院
- 教育科学研究院
- 中欧清洁与可再生能源学院
- 体育部
- 武汉光电国家研究中心
- 工程科学学院
- 武汉国际微电子学院
- 航空航天学院
- 启明学院
- 网络空间安全学院[44]

## 历任领导

#### 历任校长
- 查谦（1953年1月－1975年1月23日）（华中工学院第一任校长）
- 朱九思（1979年8月10日－1984年12月）
- 黄树槐（1984年12月－1993年1月，期间华中工学院更名为华中理工大学）
- 杨叔子（1993年1月－1997年6月25日）
- 周济（1997年6月25日－2001年2月12日，期间华中理工大学更名为华中科技大学）
- 樊明武（2001年2月12日－2005年3月22日）
- 李培根（2005年3月22日－2014年3月31日）
- 丁烈云（2014年3月31日－2018年11月1日）
- 李元元（2018年11月1日－2021年10月20日）
- 尤政（2021年10月20日－）

#### 历任党委书记（2000年合校后）
- 朱玉泉（2000年－2008年）
- 路钢（2008年－2017年12月）
- 邵新宇（2017年12月－2021年9月）
- 李元元（2021年10月－2023年11月29日）
- 张广军（2023年11月29日－）[45]

## 文化传统
校训：明德 厚学 求是 创新
“明德”意为彰明伦理，完善品德。具有理解、普及和恪守道德之义，包含与人为善、和谐相处的意义。合乎该校加强文化素质教育、“首先要教会学生做人”、建设无污染校园等精神。语出《礼·君陈》“黍稷非馨，明德惟馨”，又见《礼·大学》“大学之道，在明明德”。
“厚学”意为崇尚知识，学问渊博。与原华中理工大学倡导的“学在华工”精神相吻合，包含原校训中“严谨”的意义。转义出自《易·坤》“坤厚载物”。
“求是”意为追求真理，发现规律。包含“求实”的意义但不拘于“求实”，在实中求学问。符合原校训中“严谨、求实”的精神。实事求是是我们党的思想路线。语出《汉书·河间献王传》“实事求是”。
“创新”意为与时俱进，追求新高。含有原校训中“奋进进取”的意义。与创办一流大学的现代办学理念一致。义出《大学》引汤之《盘铭》“苟日新，日日新，又日新”。
新校训涵盖了德育、智育、发展科学、与时俱进等方面的内容，合乎办大学的理念，具有现代高校校训特征，与该校历史发展中所形成的精神相融合，发展的理念相一致，雅俗适宜，多数人能明其意，而且能找出相应出处，具有深厚的人文底蕴。

## 姊妹校
共九十多所，以下为部份名单：
- 臺灣－国立台湾大学、国立成功大学、国立台湾科技大学、国立清华大学、国立阳明交通大学
- 香港－香港科技大学、香港理工大学
- 新加坡－南洋理工大学、新加坡国立大学
- 美国－耶鲁大学、加州大学伯克利分校、宾夕法尼亚大学、佐治亚理工学院、杜克大学、俄亥俄州立大学、南加州大学、乔治城大学[46]
- 加拿大－多伦多大学、不列颠哥伦比亚大学
- 英国－剑桥大学、爱丁堡大学、曼彻斯特大学、伯明翰大学、利物浦大学
- 日本－东京大学、京都大学、东京工业大学、名古屋大学
- －成均馆大学、庆尚大学、岭南大学
- 德国－慕尼黑大学、慕尼黑工业大学
- 法國－巴黎十一大、巴黎萨克雷大学

## 参看
- 中华人民共和国教育部直属高等学校列表
- 985工程
- 211工程

## 附属医院
- 华中科技大学附属协和医院
- 华中科技大学附属同济医院
- 华中科技大学附属梨园医院
- 华中科技大学医院

## 校办企业
- 华中科技大学产业集团
- 华中科技大学后勤集团
- 华工科技产业股份有限公司（上市公司）
- 武汉天喻信息产业股份有限公司（上市公司）
- 武汉华中数控股份有限公司（上市公司）
- 同济现代医药有限公司
- 武汉华工创业投资有限责任公司，拥有武汉拓锐计算机系统有限公司和武汉纳米药业有限公司两家下属公司
- 武汉达梦数据库有限公司